# Leptoancistrus
Leptoancistrus (Лептоанциструс) — рід риб триби Ancistrini з підродини Hypostominae родини Лорікарієві ряду сомоподібні. Має 2 види. Наукова назва походить від грецьких слів leptos, тобто «тонкий», «стрункий», та agkistron — «гак».

## Опис
Загальна довжина представників цього роду коливається від 3,7 до 7,6 см. Зовнішністю схожі на мініатюрних сомів-анциструс. Від останніх відрізняються більш струнким тілом. Голова широка, морда трохи сплощена. Очі відносно великі. Тулуб звужується у хвостовій частині, вкрито кістковими пластинками. Спинний плавець високий та довгий. Грудні довгі, з помірною основою. Черевні плавці значно поступаються грудним. Хвостовий плавець короткий, звужений.
Забарвлення темно-коричневе або чорне.

## Спосіб життя
Біологія вивчена недостатньо. Це демерсальні риби. Воліють до прісної та чистої води. Активні переважно у присмерку та вночі. Вдень ховаються серед каміння або в інших укриттях. Живляться водоростями.

## Розповсюдження
Мешкають у басейні річок Магдалена, Армілла і Сіну (Панама і Колумбія).

## Види
- Leptoancistrus canensis
- Leptoancistrus cordobensis